# Halenkovice
Halenkovice (deutsch Allenkowitz) ist eine Gemeinde in Tschechien. Sie liegt vier Kilometer westlich von Otrokovice und gehört zum Okres Zlín.

## Geographie

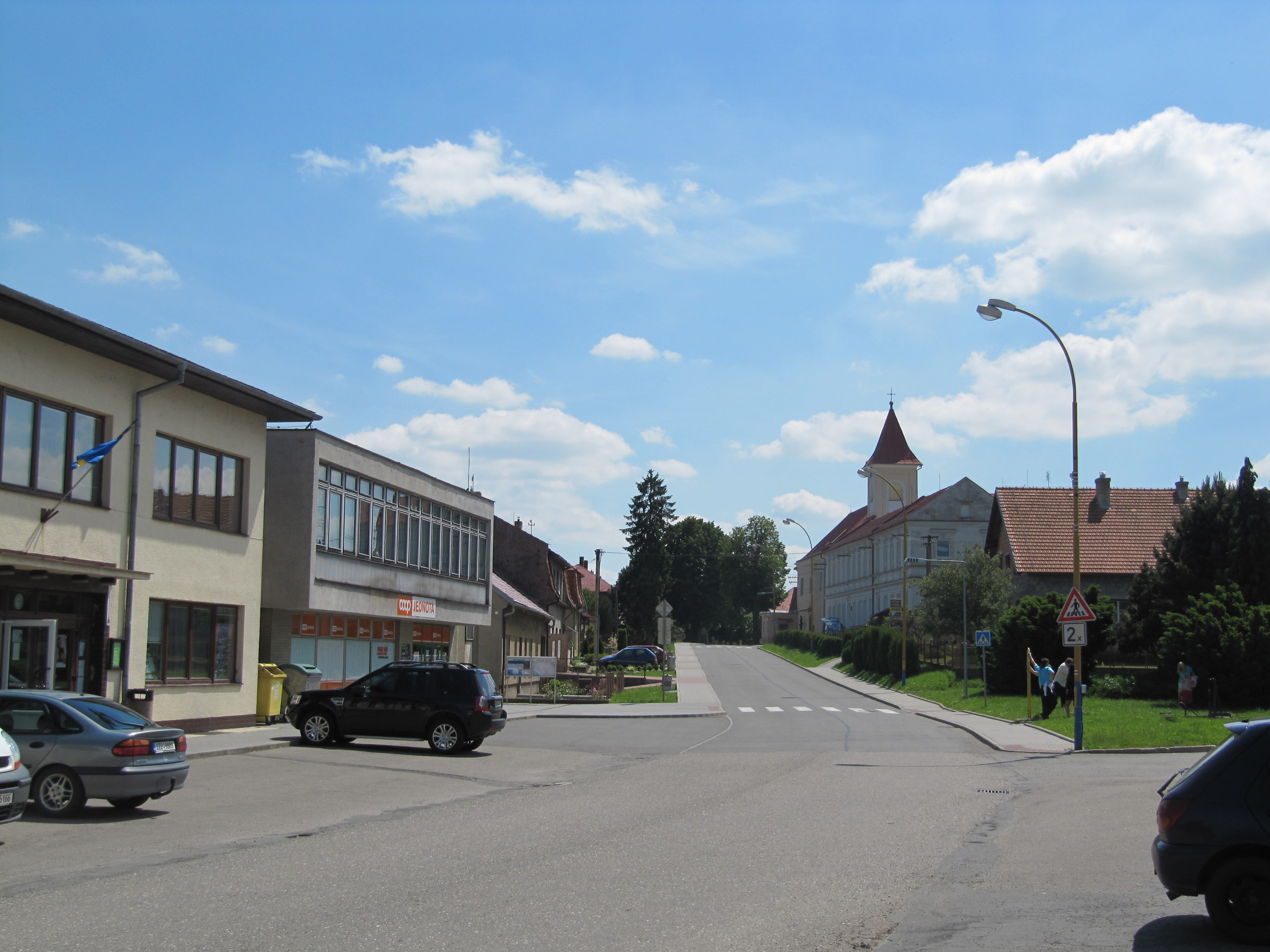
Ortszentrum

Halenkovice befindet sich in den östlichen Ausläufern des Marsgebirges am Rande des Naturparks Chřiby. Das Dorf erstreckt sich über die Täler der Bäche Vrbka und Halenkovický potok sowie die dazwischen liegenden Hügel. Im Osten erhebt sich die Maková (338 m), dahinter liegt das Tal der March.
Nachbarorte sind Nová Dědina und Žlutava im Norden, Otrokovice und Kvítkovice im Nordosten, Šardice, Zadřínové und Napajedla im Osten, Pahrbek, Prusinka und Topolná im Südosten, Spytihněv, Spytihněvský Dvůr und Kudlovice im Süden, U Svatých, Dolina, Paňhaj und Košíky im Südwesten, Zadní Paseky und Za Žleby im Westen sowie Kostelany, Kržle und Lubná im Nordwesten.

## Geschichte
Archäologische Funde belegen eine frühzeitliche Besiedlung der Gegend. Dazu gehören Werkzeuge aus der Altsteinzeit, Jungsteinzeit und der Bandkeramischen Kultur. In Slačovy wurde eine Siedlungsstätte der Urnenfelderkultur aufgefunden. Weitere Funde stammen aus der Zeit des Großmährischen Reiches.
Allenkovice wurde am 29. Juni 1634 durch Johann von Rottal gegründet und nach seiner ersten Frau Alena, verwitwete von Würben und Freudenthal benannt. Der Ort entstand als Rodungssiedlung in den Wäldern am Rande des Marsgebirges. Verschiedentlich wird in der Literatur angegeben, dass die ersten Siedler umgesiedelte aufständische Walachen aus der Herrschaft Vsetín gewesen seien. Die 1634 in Olmütz ausgestellte Gründungsurkunde des Dorfes enthält jedoch dazu keine Aussage. Eine solche Ansiedlung dürfte erst nach der Niederschlagung des Wallachischen Aufstandes im Jahre 1644 erfolgt sein. Möglicherweise entstanden dabei neue Ansiedlungen in der Umgebung des Dorfes. Die Schreibweise des Ortsnamens wechselte mehrfach. Alternativ wurden zunächst Alenkovice und Alinkovice verwendet, im Jahre 1655 Halenkowicz, 1671 Alynkowicz, 1720 Halenkowitz und 1751 Halinkowitz. Im 18. Jahrhundert wurden die Ansiedlungen Eleonorovice-Dřínová und Kateřinice mit Halinkowitz zu einer Gemeinde vereinigt. Der erste Nachweis über eine Schule in Halinkowitz stammt aus dem Jahre 1780. 1834 lebten in den 248 Häusern des Ortes 1273 Personen. Im Jahre 1846 wurde das Dorf als Alenkowice bezeichnet. Bis zur Mitte des 19. Jahrhunderts blieb Alenkowice immer nach Napajedla untertänig.
Nach der Aufhebung der Patrimonialherrschaften bildete Alenkowice / Allenkowitz ab 1850 eine Gemeinde in der Bezirkshauptmannschaft Uherské Hradiště. Der heutige Ortsname Halenkovice wird seit 1872 verwendet. Die Bewohner lebten von der Land- und Weidewirtschaft. Im Jahre 1902 entstand die Straße von Napajedla nach Halenkovice. Zwei Jahre später wurde die Straße durch Zadřínové hergestellt. 1911 folgte die Straßenverbindung von Spytihněv zur Mühle in Dolina und zwischen 1914 und 1918 wurde diese von Dolina über Kašpary nach Pláňavy verlängert. Im Jahre 1930 hatte die Gemeinde 2021 Einwohner und bestand aus 454 Häusern, von denen 444 bewohnt waren. Ab 1950 gehörte die Gemeinde zum Okres Gottwaldov-okolí und ab 1961 zum Okres Gottwaldov, der seit 1990 wieder den Namen Okres Zlín trägt. Zwischen 1957 und 1960 entstand ein neues Schulgebäude. Das neue Gemeindeamt wurde 1986 eingeweiht. Nach einer Sturzflut brach in der Nacht vom 7. zum 8. Mai 1996 der Damm des Teiches am Halenkovický potok oberhalb von Zadřínové, wobei der gesamte Ortsteil überflutet wurde. Ein Hochwasser der Vrbka verursachte am 18. Juli 1997 erneut schwere Schäden, die Verbindungsstraße zwischen Pláňavy und Dolina war für ein halbes Jahr unterbrochen. Am 22. Juli 2003 zerstörte eine Windhose über 50 Dächer in der Gemeinde. Im selben Jahre wurde das neue Spritzenhaus eingeweiht.
Seit 1993 führt Halenkovice ein Wappen und seit 2002 auch ein Banner. Die goldene Lilie entstammt dem Wappen der Alena von Würben und Freudenthal. Die Dreizahl der Lilien und die Stängel symbolisieren die drei Siedlungen, aus denen die Gemeinde zusammenwuchs.

## Gemeindegliederung
Für die Gemeinde Halenkovice sind keine Ortsteile ausgewiesen. Zu Halenkovice gehören u. a. die Ortslagen Dědina, Dolina, Dolní konec, Hradská, Kašpary, Kateřinice, Kopec, Kržle, Jamy, Lipové, Obecnice, Pláňavy, Slačovy, U Svatých, Zadřínové, Záhumení und Zemanové.

## Sehenswürdigkeiten
- Kirche des hl. Josef, erbaut 1789. Die Glocke stammt aus dem Jahre 1622
- Statuen des hl. Peter und Paul, geschaffen 1747
- Glockenturm in Kopec, erbaut 1755
- Kapelle in Hradská, errichtet 1890
- Denkmal für die Opfer beider Weltkriege, errichtet 1922
- Mrazík-Stein am Wegekreuz zwischen Kržle, Halenkovice und Nová Dědina, er erinnert an die Ermordung des Forstgehilfen Karel Mrazík durch einen Wilderer im Jahre 1870
- Naturdenkmal Budačina, in den Wäldern nordwestlich des Dorfes, die Gruppe von vier großen Sandsteinfelsgebilden mit Klufthöhlen ist seit 1966 geschützt

Sehenswürdigkeiten
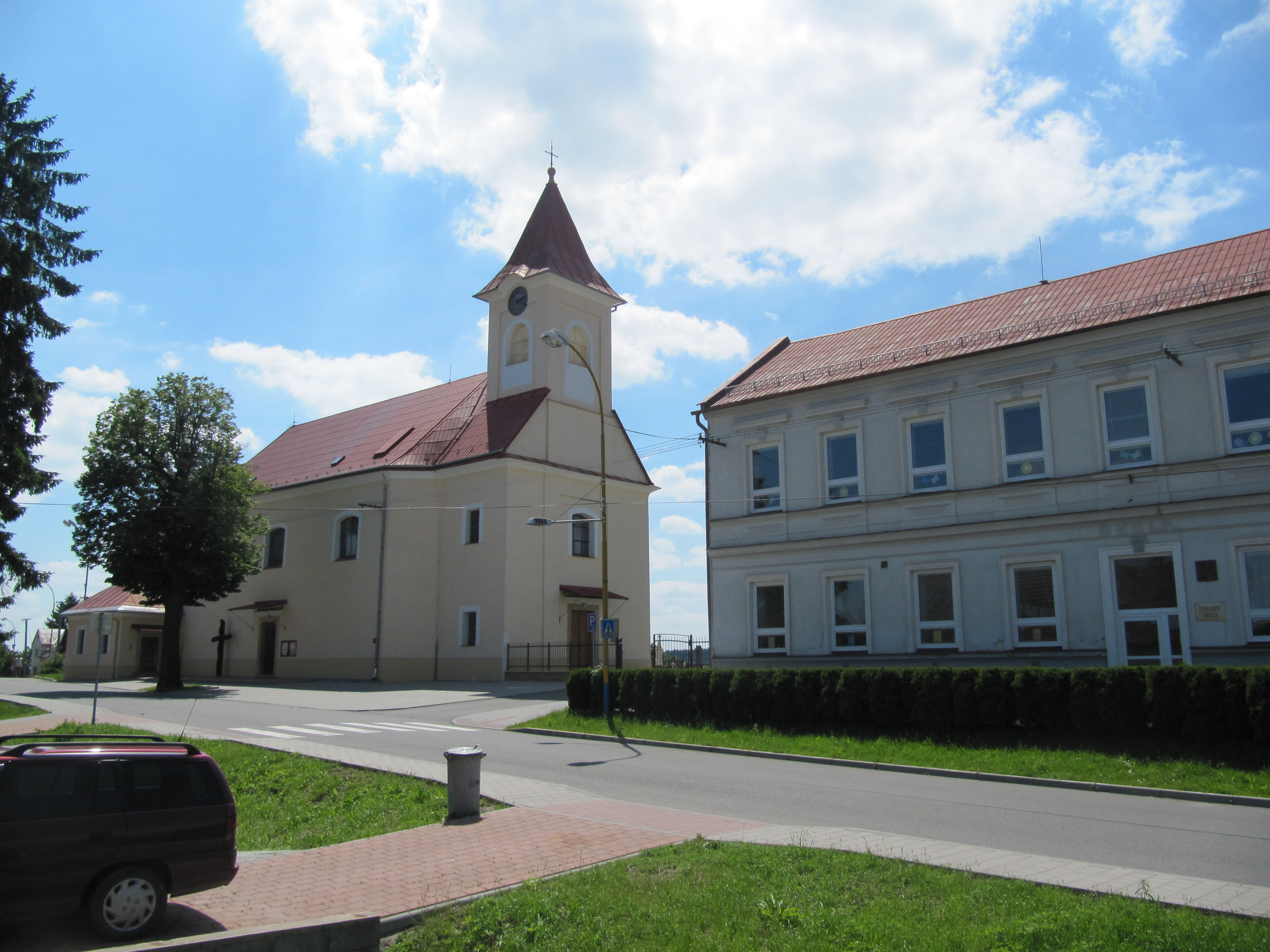
Kirche St. Josef und Alte Schule
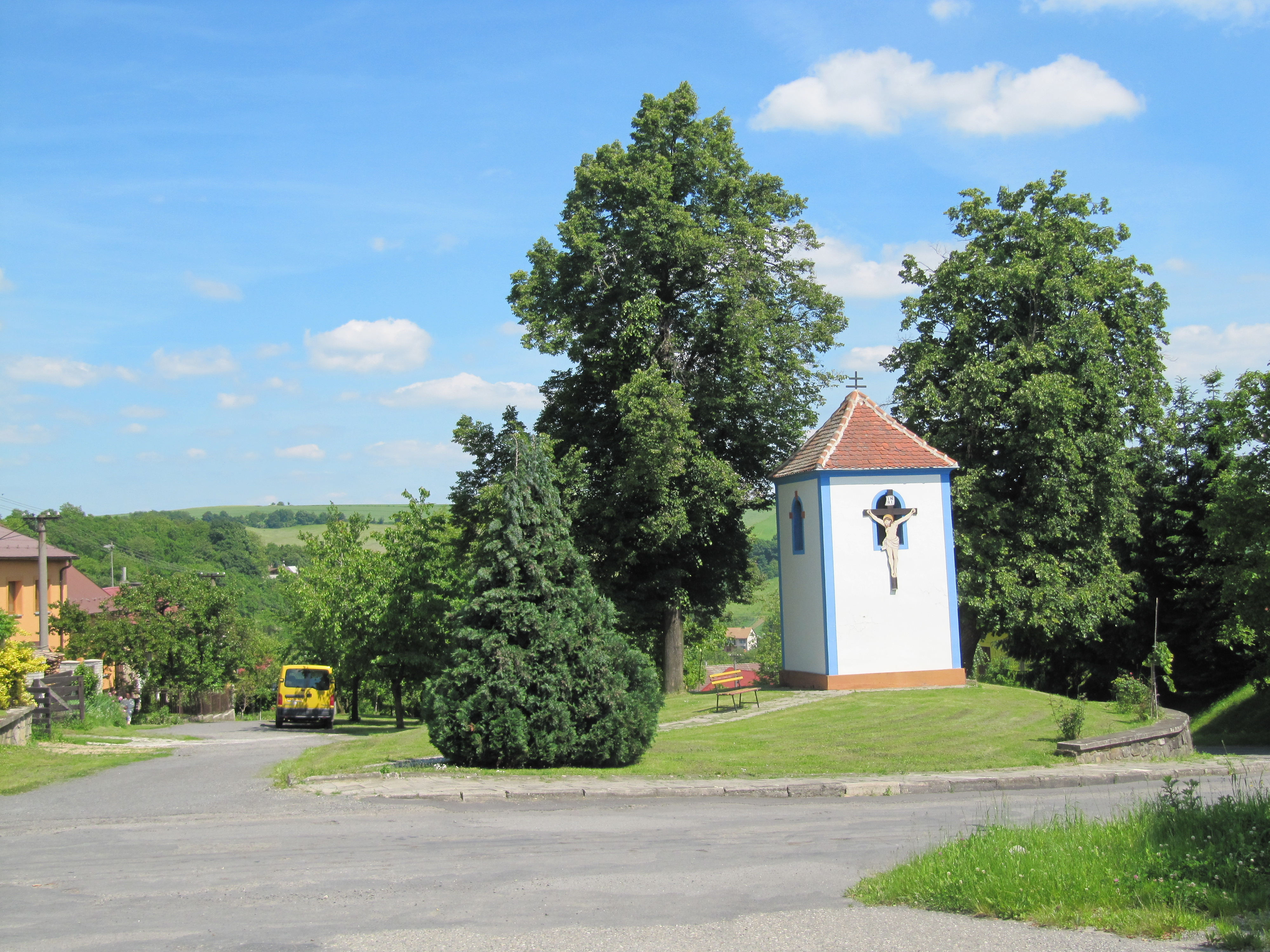
Glockenturm
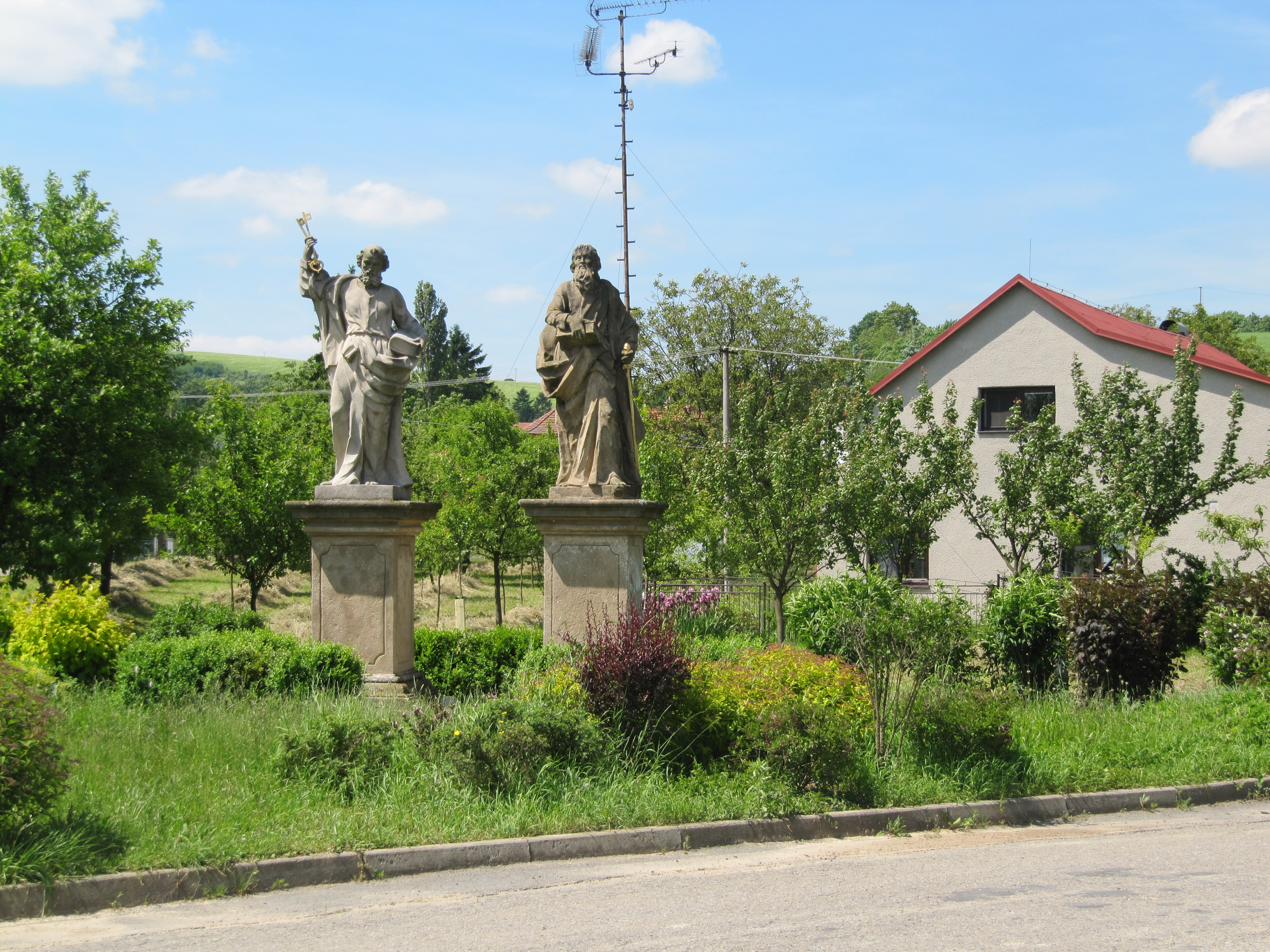
Statuen des hl. Peter und Paul

## Söhne und Töchter der Gemeinde
- Josef Zlámal (1915–2008), Malteserprior, Träger des Großkreuzes und des Masaryk-Ordens